# Vilkku Joukahainen
Vilhelm Vilkku Joukahainen (* 19. April 1879 in Vehkalahti; † 27. März 1929 in Hamina) war ein finnischer Journalist und Politiker des Landbundes ML (Maalaisliitto), der unter anderem zwischen 1922 und 1924 Innenminister Finnlands war.

## Leben
Joukahainen, Sohn des Landwirts Kalle Kustaa Seppä Jouhikainen und dessen Ehefrau Helena Ståhlberg, besucht die Grundschule und Volkshochschule sowie 1902 das Lehrerseminar in Serdobol. Nach dessen Abschluss wurde er 1904 zunächst Grundschullehrer in Tuusula und unterrichtete danach zwischen 1904 und 1919 als Lehrer an der Grundschule in Hamina. Daneben war er von 1904 bis 1905 Chefredakteur der dortigen Tageszeitung Koitar sowie zwischen 1909 und 1919 erst Reporter der Zeitung Kansakoulun sowie zugleich von 1913 bis 1914 der Zeitung Maakansa. Später war er von 1916 bis 1920 Chefredakteur der Zeitung Maaseutu sowie zugleich zwischen 1919 und 1920 Redakteur bei der Zeitung Maan Äänen. Er war darüber hinaus von 1923 bis 1924 Redakteur bei der Zeitung Turunmaa sowie anschließend von 1924 bis 1925 Chefredakteur der Zeitung Suomen talonpoika, ehe er zwischen 1926 und seinem Tode am 27. März 1929 Direktor der Filiale der Landwirtschaftlichen Aktienbank (Suomen Maatalous-Osake-Pankki) in Hamina war.
Neben seiner journalistischen Tätigkeit engagierte sich Joukahainen im Landbund ML (Maalaisliitto) und wurde für diesen bei der Parlamentswahl am 1. und 2. Oktober 1917 im Wahlkreis Viipuri zum Mitglied des Reichstags gewählt, dem er bis zum 30. April 1924 angehörte.
Am 15. März 1920 wurde er als Sozialminister (Sosiaaliministeri) in das Kabinett Erich berufen, dem er bis zum 9. April 1921 angehörte. Das Amt des Sozialministers bekleidete er vom 9. April 1921 bis zum 2. Juni 1922 auch im darauf folgenden Kabinett Vennola II. Nachdem er von Juni bis November 1922 Vorsitzender des Ausschusses für Arbeitsangelegenheiten des Reichstages war, fungierte er zwischen dem 14. November 1922 und dem 18. Januar 1924 als Innenminister (Sisäasiainministeri) im Kabinett Kallio I. Zuletzt war er vom 31. März bis zum 31. Dezember 1925 im Kabinett Tulenheimo abermals Sozialminister.
Joukahainen war seit 1905 mit Johanna Pietikäinen verheiratet.

## Weblink
- Eintrag auf der Homepage des Reichstages